# Gyula Pál
Gyula Pál (né le 27 juin 1881 et décédé le 6 septembre 1946) est un mathématicien hongro-danois, connu pour ses travaux sur le théorème de Jordan à la fois sur le plan et l'espace, ainsi que sur le problème de l'aiguille de Kakeya. Il prouve que tout continuum planaire localement connexe avec au moins deux points est la projection orthogonale d'une courbe de Jordan fermée de l'espace euclidien à 3 points.
Il est né sous le nom de Gyula Perl mais a « hongroisisé » son nom de famille en Pál en 1909. Fuyant le chaos de l'après-guerre en Hongrie après la Première Guerre mondiale, il s'installe au Danemark en 1919, probablement à l'invitation de Harald Bohr, où il passe le reste de sa vie et occidentalise son nom en Julius Pal .